# أسلي بيرم
أسلي بيرم (بالألمانية: Aslı Bayram)‏ (ولدت في 1 أبريل 1981) ممثلة وكاتبة ألمانية من أصل تركي, حاملة لقب مسابقة ملكة جمال والتي توجت به عن مسابقة ملكة جمال ألمانيا 2005 , ومثلت ألمانيا في مسابقة ملكة جمال الكون 2005 , ظهرت كممثلة عالمية بعدما ظهؤت في فيلم جومب! (2008) مع باتريك سويزي.

## روابط خارجية
- الموقع أسلي بيرم الرسمي
- أسلي بيرم على موقع IMDb (الإنجليزية)
- أسلي بيرم على موقع ألو سيني (الفرنسية)
- أسلي بيرم على موقع أول موفي (الإنجليزية)
- أسلي بيرم على موقع قاعدة بيانات الفيلم (الإنجليزية)
- أسلي بيرم على موقع كينوبويسك (الروسية)
- Author info at Random House